# جوليو تشيزاري كورادي
جوليو تشيزاري كورادي (و. العقد 1640 – 1702 م) هو شاعر، وواضع كلمات الأوبرا، وكاتب من جمهورية البندقية، ولد في بارما، توفي في البندقية.